# Neglect
Neglect är en sjuklig omedvetenhet om ett funktionsbortfall och orsakas ofta av en enkelsidig skada på parietalloben, till exempel vid ett slaganfall (stroke), vilket ger upphov till perceptionsbortfall på motsatt sida. Personen kan då komma att bete sig som om allt som finns på den sidan inte existerar. Neglect kan rehabiliteras, till skillnad mot hemianopsi.
Vid en neglect efter ett högersidigt slaganfall kan följande inträffa:
Den drabbade förstår inte att vänster arm och vänster ben tillhör den egna kroppen. Personen har svårt att hitta saker, eftersom denne bara kan uppmärksamma de saker som befinner sig till höger, vilket också gör att personen inte kan föra ett samtal med någon som befinner sig på vänster sida.
Personen äter bara det som ligger på högra halvan av tallriken.
Denne har svårigheter att orientera sig i rummet, eftersom rummet ser helt annorlunda ut när man vänder sig om, och svårigheter att läsa, eftersom personen bara uppmärksammar högra delen av högra sidan i boken. Att skriva går däremot ofta bra.

## Beskrivning
Neglect är en perceptuell rubbning som uppstår av skada på den ena hjärnhalvan och orsakar nedsatt funktion på motsatt sida. Skador som kan orsaka detta är bland annat stroke (en blodpropp eller blödning i hjärnan) eller förvärvade hjärnskador så som slag, fall, våld mot hjärnan och liknande. Detta fenomen beskrevs av neurologen John Hughlings Jackson redan år 1874, men dess effekter och konsekvenser blev inte ordentligt undersökta förrän år 1940 av forskarna Alan Paterson och Oliver Zangwill. Neglect är alltså en kontralateral skada vilket innebär att visuella och auditiva stimuli på motsatta sida av skadan inte uppfattas. Uppfattningen av den egna kroppen blir även rubbad på det sättet att en person med neglect inte uppfattar exempelvis sin vänstra halva av kroppen (så som vänster arm, vänster ben och så vidare). Neglect innebär därmed ett bortfall av hjärnans funktion vad gäller perception (de processer som är aktiva då sinnesintryck tolkas). Då dessa processer skadats tolkas därmed inte sinnesintrycken från vänster sida och för en person med neglect blir de intrycken inte medvetna eftersom de inte uppfattas som existerande.

## Yttringar
Typiska tecken på neglect är bland annat då en person med denna rubbning tillbeds rita av någonting. Man får då en bild av hur en sådan person uppfattar sin omvärld och att inte alla sinnesintryck tolkas helt eller alls. Om man exempelvis tittar på en bild där en person med neglect ritat av en klocka syns endast den högra halvan av den. Alltså en halv klocka, från ungefär siffran 1 till 6. Likaså om det exempelvis är ett hus eller en blomma som ska avbildas så blir det endast högra halvan av föremålen. 
Den icke existerande uppfattningen av den vänstra delen av kroppen blir påtaglig på en patient med neglect exempelvis tillbeds lyfta sin vänstra arm. Patienten har inte förmåga att utföra en sådan handling eftersom inte uppfattar dennes existens. Vid kontralateral neglect är det dessutom oerhört svårt att orientera sig i ett rum så det hela tiden ändrar utseende när personen flyttar blicken. Personen får även svårt att läsa, då endast den ena sidan av texten uppfattas.

## Delar i hjärnan
Det är vanligast att neglect uppstår vid skada på högra parietalloben (vilket även innebär perceptionen på vänster sida oftast är den som blir rubbad). Anledningen till att det är mindre vanligt med denna rubbning på höger sida är både höger och vänster hjärnhalva är aktiva vid processandet av sinnesintryck på den högra sidan. Detta innebär att även om en del blir skadad kan den andra klara av att upprätthålla dessa processer som leder till uppfattning och tolkning av sinnesintryck på höger sida.
Då detta fenomen med kontralateral neglect uppstår har man sett att det oftast är just den högra paritalloben som skadats. En teori om varför är att det just i den högra parietalloben sker mycket aktivering vid olika sensoriska inputs. Detta tros alltså skadar kopplingen mellan sensoriska inputs och perception. 
Dock har man även kunnat observera kontralateral neglect vid skador på frontallobens gyrus cinguli, samt subkortikala områden såsom superior colliculus och laterala hypotalamus. Man vet dock ännu inte huruvida det är samma fenomen som uppstår vid skador på dessa områden i hjärnan.